# Стів Коппелл
Стів Коппел (англ. Steve Coppell, нар. 9 липня 1955, Ліверпуль) — англійський футболіст, що грав на позиції правого вінгера та відрізнявся високою швидкістю та працездатністю. По завершенні ігрової кар'єри — футбольний тренер.
Найбільшу популярність здобув, виступаючи за англійський клуб «Манчестер Юнайтед» у складі якого ставав володарем Кубката Суперкубка Англії, та збірну Англії. Брав участь у чемпіонаті Європи 1980 року та чемпіонаті світу 1982 року. Достроково завершив кар'єру гравця з зв'язку з серйозною травмою коліна у віці 28 років, після чого став футбольним тренером.
Тренував ряд нетопових команд, з якими вмів досягати результату, зокрема з «Крістал Пелас» став фіналістом Кубка Англії, двічі вигравав плей-оф Першого дивізіону Футбольної ліги та ставав володарем Кубка повноправних членів, а «Редінг» вперше в історії клубу вивів у Прем'єр-лігу. Крім того саме Коппелл виявив талант таких футболістів як Іан Райт та Кевін Дойл, які з нікому не відомих новачків стали гравцями міжнародного масштабу.
Коппелл має диплом Ліверпульського університету, отриманий ним під час виступів за «Манчестер Юнайтед».

## Футбольна кар'єра

### Початок кар'єри
В 11-річному віці Стів пішов у середню школу Кворрібенк у Південному Ліверпулі, в якій раніше вчилися музикант Джон Леннон та футболіст Джо Ройл. На один клас старше Стіва в школі навчалися майбутній режисер Клайв Баркер, майбутній актор Ліс Денніс та Браян Барвік, виконавчий директор ФА з січня 2005 року.
В юності Коппелл був швидким, різким, креативним футболістом. До нього проявили інтерес деякі провідні клуби, але він вважав за найкраще перейти у скромний мерсисайдський клуб «Транмер Роверз», оскільки хотів отримати диплом з історії економіки у місцевому Університеті Ліверпуля.
До 1974 року Коппелл одночасно грав за «Транмер Роверс», навчався в Університеті та тренував університетську футбольну команду. 1975 року англійський «Манчестер Юнайтед» зробив пропозицію у розмірі 60 000 фунтів за його перехід на «Олд Траффорд». Стіву була запропоновано подвоєння його поточної зарплати і він погодився на перехід, уклавши контракт з манкуніанським клубом.

### Перехід в «Манчестер Юнайтед»
Коппел продовжував своє навчання, паралельно граючи за «Манчестер Юнайтед», який після річного відсутності знову виступав в Першому Дивізіоні. Дебют Стіва за новий клуб відбувся 1 березня 1975 року в матчі проти «Кардіфф Сіті», коли Коппелл вийшов на заміну. «Юнайтед» виграв матч з рахунком 4:0. Всього в своєму першому сезоні Стів зіграв 10 матчів та забив один гол.
Вже наступного сезону Коппелл зіграв в 39 матчах та забив 10 голів, один з яких — на «Енфілді» у ворота «Ліверпуля», за який Стів вболівав у дитинстві. У тому ж сезоні Коппелл домігся успіхів з молодіжною збірною Англії до 23 років.
Молода та перспективна команда «Юнайтед» під керівництвом Томмі Догерті впевнено виступала в Першому Дивізіоні та дійшла до фіналу кубка Англії 1976 року, в якому зустрічалася з клубом Другого Дивізіону «Саутгемптоном». Молода манкуніанського команда поступилася досвідченішим «святим» з рахунком 1:0. Коппелл завдав перший удар по воротах суперника, пробивши з 23 метрів у воротаря «Саутгемптона».
Пізніше Коппелл сказав: «У той момент я не сильно засмутився, бо був щасливий просто зіграти у фіналі Кубка Англії. Лише потім я усвідомив, що це міг бути мій єдиний шанс виграти його. Але в наступному сезоні я отримав ще один шанс.»
В 1977 «Манчестер Юнайтед» знову дістався до фіналу Кубка Англії. Цього разу їм протистояв «Ліверпуль», який боровся за «требл»: перемогу в Першому Дивізіоні, Кубку Англії та Кубку європейських чемпіонів. Але в цьому матчі сильнішим був «Юнайтед», який переміг з рахунком 2:1. Коппелл був одним з дев'яти футболістів, які поступилися у фіналі Кубка 1976 і змогли завоювати його всього рік потому.

### Запрошення до збірної, пік кар'єри

Стів Коппелл на Євро-1980 у матчі Англія—Бельгія. Турин, Стадіо Комунале. 12 червня 1980 року

Пізніше в 1977 році Коппелл отримав виклик в збірну Англії на останню відбіркову гру до чемпіонату світу 1978 року проти Італії на «Вемблі». Коппелл зіграв у матчі, який Англія виграла з рахунком 2:0, але збірна втратила занадто багато очок у попередніх іграх і не потрапила на чемпіонат світу. Новий тренер збірної Англії Рон Грінвуд довіряв Коппеллу, викликавши його на ряд товариських матчів у 1978 році, в одному з яких Стів забив свій перший гол за збірну — в переможному матчі проти Шотландії на «Гемпден-Парку».
Наступного року Коппелл стабільно грав основі клубу та збірної Англії, забивши за збірну голи у ворота Чехословаччини та Північної Ірландії та забиваючи за «Юнайтед», який знову досяг фіналу Кубка Англії в 1979 році. У цьому сезоні Коппелл не пропустив жодної гри за клуб.
Суперником по фіналу Кубка Англії був лондонський «Арсенал», який програв ц фіналі торік «Іпсвічу». «Каноніри» вели після першого тайму з рахунком 2:0 і утримували лідерство по ходу майже всього матчу. За 4 хвилини до кінця зустрічі Коппелл пробив штрафний, м'яч відскочив від Джо Джордана до захисника «Юнайтед» Гордон Макквіна, який вколотив м'яч у сітку воріт суперника. Натхнені манкуніанці пішли на вирішальний штурм і дві хвилини потому, коли гравці «Арсенала» не змогли нормально винести м'яч від воріт, Коппелл зробив приголомшливий навіс на Семмі Макілроя, який прийняв м'яч, обіграв двох захисників та зрівняв рахунок у матчі — 2:2. За хвилину до кінця основного часу, коли, здавалося, командам належить овертайм, нападник «Арсеналу» Алан Сандерленд забив переможний для своєї команди гол у ворота «Юнайтед». «Арсенал» виграв з рахунком 3:2 і завоював Кубок Англії, а Коппелл вдруге поступився у фіналі цього турніру.
Тиждень потому на тому ж «Вемблі» Коппелл пощастило більше: він забив гол і зробив гольову передачу в матчі Англії проти Шотландії, який англійці виграли з рахунком 3:1. Наступні два роки він продовжував стабільно виступати за збірну і за «Юнайтед». Він знову відзначився в матчі з Шотландією в 1980 році на «Гемпден-Парку». На Євро-1980 Коппелл зіграв у перших двох матчах групового етапу, але Англія так і не змогла вийти з групи.

### Травма
Трагічний поворот у кар'єрі Коппелла стався під час важливого відбіркового матчу на чемпіонат світу 1982 року проти збірної Угорщини. Стів отримав страшний удар в коліно, пізніше описавши його так: «це було схоже на те, що хтось заклав феєрверк в моє коліно і він вибухнув». Коппелл був прооперований, коліно було відновлено і Стів продовжив грати.
До початку чемпіонату світу в Іспанії Коппелл відновився від травми та зіграв у всіх трьох групових матчах, а потім у матчі другого раунду проти Західної Німеччини. Після наступного матчу Англія вилетіла з турніру, а Коппелл переніс другу операцію на коліні.
Він продовжував, як міг, грати за «Манчестер Юнайтед» після травми, зігравши в 36 матчах в сезоні 1982/83 і в 29 матчах в сезоні 1983/84, а також у двох матчах за збірну після чемпіонату світу (в одному з них, проти Люксембургу він забив гол, а Англія виграла з рахунком 9:0).
Коппелл зіграв у фіналі Кубка Ліги 1983 року, в якому «Юнайтед» поступився «Ліверпулю» з рахунком 2:1. Але у фіналі Кубка Англії того ж року Стів участі не взяв через рецидив травми коліна. «Юнайтед» зіграв внічию з «Брайтон енд Гоув Альбіон» з рахунком 2:2, а в переграванні виграв з рахунком 4:0, в п'ятий раз у своїй історії завоював Кубок Англії.
Стів переніс ще одну операцію, але безрезультатно, і в жовтні 1983 року оголосив про своє рішення завершити кар'єру у віці 28 років. Він встановив клубний рекорд за найбільшою кількістю безперервних матчів у складі «Манчестер Юнайтед» — 207 матчів з 1977 по 1981 рік — цей рекорд досі не побитий. Всього за клуб з Манчестера Коппел провів 396 матчів та забив 70 голів; за збірну Англії він провів 42 матчі та забив 7 голів.

## Кар'єра тренера
Розпочав тренерську кар'єру невдовзі по завершенні кар'єри гравця, 1984 року, очоливши тренерський штаб клубу «Крістал Пелес», який з перервами очолював до 2000 року. За цей час приводив команду до фіналу Кубка Англії в 1990 році, двох перемог плей-оф Першого дивізіону Футбольної ліги у 1989 та 1997 року і перемоги в Кубку повноправних членів у 1991 році. 1996 року протягом двох місяців очолював «Манчестер Сіті».
З 8 травня 2001 року очолював «Брентфорд», але вже незабаром став менеджером клубу «Брайтон енд Гоув».
9 жовтня 2003 року очолив «Редінг», який 2006 року вивів вперше в історії клубу у Прем'єр-лігу.
22 квітня 2010 року Стів був представлений на посаді нового менеджера «Бристоль Сіті». 11 серпня того ж року Коппелл подав у відставку з поста наставника «Сіті» та оголосив про завершення своєї тренерської кар'єри.

## Статистика

### Клубна статистика
| Клуб              | Сезон             | Ліга | Ліга | Кубки | Кубки | Єврокубки | Єврокубки | Інші | Інші | Разом | Разом |
| Клуб              | Сезон             | Ігри | Голи | Ігри  | Голи  | Ігри      | Голи      | Ігри | Голи | Ігри  | Голи  |
| ----------------- | ----------------- | ---- | ---- | ----- | ----- | --------- | --------- | ---- | ---- | ----- | ----- |
| Транмер Роверз    | 1973/74           | 9    | 0    | 0     | 0     | 0         | 0         | 0    | 0    | 9     | 0     |
| Транмер Роверз    | 1974/75           | 29   | 10   | 7     | 1     | 0         | 0         | 0    | 0    | 36    | 11    |
| Транмер Роверз    | Разом             | 38   | 10   | 7     | 1     | 0         | 0         | 0    | 0    | 45    | 11    |
| Манчестер Юнайтед | 1974/75           | 10   | 1    | 0     | 0     | 0         | 0         | 0    | 0    | 10    | 1     |
| Манчестер Юнайтед | 1975/76           | 39   | 4    | 10    | 1     | 0         | 0         | 0    | 0    | 49    | 5     |
| Манчестер Юнайтед | 1976/77           | 40   | 6    | 12    | 2     | 4         | 0         | 0    | 0    | 56    | 8     |
| Манчестер Юнайтед | 1977/78           | 42   | 5    | 5     | 1     | 4         | 3         | 1    | 0    | 52    | 9     |
| Манчестер Юнайтед | 1978/79           | 42   | 11   | 11    | 1     | 0         | 0         | 0    | 0    | 53    | 12    |
| Манчестер Юнайтед | 1979/80           | 42   | 8    | 4     | 1     | 0         | 0         | 0    | 0    | 46    | 9     |
| Манчестер Юнайтед | 1980/81           | 42   | 6    | 5     | 0     | 2         | 0         | 0    | 0    | 49    | 6     |
| Манчестер Юнайтед | 1981/82           | 36   | 9    | 2     | 0     | 0         | 0         | 0    | 0    | 38    | 9     |
| Манчестер Юнайтед | 1982/83           | 29   | 4    | 12    | 7     | 2         | 0         | 0    | 0    | 43    | 11    |
| Манчестер Юнайтед | 1983/84           | 0    | 0    | 0     | 0     | 0         | 0         | 0    | 0    | 0     | 0     |
| Манчестер Юнайтед | Разом             | 322  | 54   | 61    | 13    | 12        | 3         | 1    | 0    | 396   | 70    |
| Всього за кар'єру | Всього за кар'єру | 360  | 64   | 68    | 14    | 12        | 3         | 1    | 0    | 441   | 81    |

### Тренерська статистика
| Команда                  | Країна | Початок роботи | Завершення роботи | Показники | Показники | Показники | Показники | Показники |
| Команда                  | Країна | Початок роботи | Завершення роботи | І         | В         | П         | Н         | % Перемог |
| ------------------------ | ------ | -------------- | ----------------- | --------- | --------- | --------- | --------- | --------- |
| Крістал Пелес            | Англія | 3 червня 1984  | 17 травня 1993    | 442       | 179       | 150       | 113       | 40,49     |
| Крістал Пелес            | Англія | 8 червня 1995  | 8 лютого 1996     | 32        | 9         | 9         | 14        | 28,12     |
| Манчестер Сіті           | Англія | 6 жовтня 1996  | 8 листопада 1996  | 6         | 2         | 3         | 1         | 33,33     |
| Крістал Пелес            | Англія | 28 лютого 1997 | 13 березня 1998   | 51        | 16        | 22        | 13        | 31,37     |
| Крістал Пелес            | Англія | 15 січня 1999  | 1 серпня 2000     | 40        | 17        | 17        | 6         | 42,50     |
| Брентфорд                | Англія | 8 травня 2001  | 5 червня 2002     | 54        | 27        | 15        | 12        | 47,36     |
| Брайтон енд Гоув Альбіон | Англія | 7 жовтня 2002  | 9 жовтня 2003     | 49        | 18        | 17        | 14        | 36,73     |
| Редінг                   | Англія | 9 жовтня 2003  | 12 травня 2009    | 281       | 125       | 68        | 88        | 44,58     |
| Брістоль Сіті            | Англія | 22 квітня 2010 | 12 серпня 2010    | 2         | 0         | 0         | 2         | 0,00      |

## Титули і досягнення

### Як гравця
- Володар Кубка Англії (1):

«Манчестер Юнайтед»: 1976-77
- Володар Суперкубка Англії з футболу (1):

«Манчестер Юнайтед»: 1977

### Як тренера
Крістал Пелас
- Фіналіст  Кубка Англії: 1990
- Переможець плей-оф Першого дивізіону Футбольної ліги (2) : 1989, 1997
- Володар Кубка повноправних членів: 1991

 Редінг
- Переможець Чемпіонату Футбольної ліги: 2005/06

### Індивідуальні
- У складі символічної збірної Прем'єр-ліги: 1977–78, 1982–83
- Тренер року в Англії за версією LMA: 2006, 2007
- Тренер місяця англійської Прем'єр-ліги: вересень 2006, листопад 2006
- Тренер місяця Чемпіоншіпу: жовтень 2005, листопад 2005, грудень 2008